# Lepanthes glochidea
Lepanthes glochidea är en orkidéart som beskrevs av Carlyle August Luer. Lepanthes glochidea ingår i släktet Lepanthes och familjen orkidéer. Inga underarter finns listade i Catalogue of Life.